# 문회원
문회원(文會元, 1945년 7월 4일 ~ )은 대한민국의 배우이다.

## 생애
1965년 연극배우 첫 데뷔하였고 3년 후 1968년 뮤지컬 배우 데뷔하였으며 4년 후 1972년 MBC 5기 공채 탤런트로 정식 데뷔하였다.

## 연기 활동

### 텔레비전 드라마
- 1979년 MBC 《역사의 인물》
- 1980년 MBC 《전원일기》 ... 각종 단역
- 1981년 MBC 《제1공화국》 ... 임화 역
- 1982년 MBC 《민족풍속도》
- 1982년 MBC 《거부실록 공주갑부 김갑순》
- 1982년 MBC 《친구야 친구》
- 1982년 MBC 《백산 안희제》
- 1983년 MBC 《조선왕조 오백년 추동궁 마마》
- 1983년 MBC 《3840 유격대》
- 1983년 MBC 《베스트셀러극장 백색인간》
- 1984년 MBC 《베스트셀러극장 완장, 일곱개의 장미송이, 겨울의 빛, 어떤 장날, 여자를 찾습니다, 날개84, 미로학습》
- 1984년 MBC 《설중매》 ... 한명진 역
- 1984년 MBC 《사랑과 진실》
- 1984년 MBC 《조선총독부》
- 1985년 MBC 《베스트셀러극장 손오공, 야망의 땅, 대역인간, 말하는 눈, 저당잡힌 사내, 보석 고르기, 망매의 계곡, 실감기》
- 1985년 MBC 《풍란》
- 1985년 MBC 《임진왜란》
- 1986년 MBC 《베스트셀러극장 실종, 사랑 그 끝으로, 화당리 솟례》
- 1986년 MBC 《남자의 계절》
- 1986년 MBC 《첫사랑》
- 1986년 MBC 《남한산성》
- 1987년 MBC 《베스트셀러극장 외아들, 매혹, 녹, 피아노 살인, 가족수첩, 권투》
- 1987년 MBC 《도시의 얼굴》
- 1988년 MBC 《원미동 사람들》
- 1988년 MBC 《내일 잊으리》
- 1988년 MBC 《베스트셀러극장 연극연습, 미망인, 해운대 극비, 촛불동네》
- 1988년 MBC 《베스트셀러극장 샴푸의 요정》 ... 샴푸회사 광고주 역
- 1989년 MBC 《베스트셀러극장 촌놈 장가 좀 갑시다, 시진읍》
- 1989년 MBC 《잠들지 않는 나무》
- 1989년 MBC 《제2공화국》 ... 이기붕의 비서 역
- 1989년 MBC 《천사의 선택》 석범의 이모부 역
- 1990년 MBC 《각시방에 사랑 열렸네》
- 1990년 MBC 《똠방각하》
- 1990년 MBC 《반민특위》
- 1991년 MBC 《천사에게 날개를》
- 1992년 KBS 《내일은 사랑》
- 1992년 MBC 《여자의 방》
- 1993년 MBC 《아들과 딸》
- 1993년 MBC 《제3공화국》- 장면의 비서 조인호 경감 역
- 1993년 MBC 《파일럿》 ... 대한항공 B727 KE726편 기장 (김포 ~ 오까야마) 역
- 1993년 KBS 《청춘극장》
- 1994년 SBS 《영웅일기》
- 1994년 MBC 《M》 ... 외과 전문의 박일수 박사 역
- 1995년 MBC 《거미》
- 1995년 EBS 《언제나 푸른 마음》
- 1995년 SBS 《장희빈》 ... 최석정 역
- 1995년 SBS 《LA아리랑》
- 1995년 KBS 《서궁》
- 1995년 SBS 《코리아게이트》
- 1995년 MBC 《제4공화국》
- 1996년 KBS 《조광조》 - 인당 역
- 1996년 MBC 《테마게임》
- 1996년 SBS 《임꺽정》
- 1997년 MBC 《환상여행》
- 1997년 MBC 《남자 셋 여자 셋》
- 1997년 MBC 《신데렐라》
- 1997년 KBS 《욕망의 바다》
- 1997년 SBS 《아름다운 그녀》
- 1998년 KBS 《진달래꽃 필 때까지》
- 1998년 SBS 《삼김시대》
- 1998년 KBS 《야망의 전설》
- 1998년 KBS 《왕과 비》 ... 예종 계비 안순왕후의 친정아버지 청천부원군 한백륜 역
- 1998년 MBC 《주간시트콤 여자 대 여자》
- 1999년 SBS 《젊은 태양》
- 1999년 MBC 《왕초》
- 1999년 MBC 《국희》
- 2000년 MBC 《허준》 ... 내의원 주부 송학규 역
- 2000년 MBC 《나쁜 친구들》
- 2000년 MBC 《이브의 모든 것》
- 2000년 MBC 《신 귀공자》
- 2000년 MBC 《사랑은 아무나 하나》
- 2000년 MBC 《세 친구》
- 2000년 MBC 《비밀》
- 2000년 MBC 《황금시대》
- 2000년 MBC 《아줌마》
- 2001년 MBC 《맛있는 청혼》
- 2001년 MBC 《호텔리어》
- 2001년 MBC 《결혼의 법칙》
- 2001년 MBC 《어쩌면 좋아》
- 2001년 MBC 《그 여자네 집》
- 2001년 MBC 《네 자매 이야기》
- 2001년 KBS 《태조 왕건》 ... 신라 경애왕 역
- 2001년 MBC 《반달곰 내 사랑》
- 2001년 MBC 《선희 진희》
- 2001년 KBS2 《명성황후》 ... 오조유 역
- 2002년 MBC 《상도》
- 2002년 MBC 《내 이름은 공주》
- 2002년 EBS 《역사탐구 과거와의 대화》
- 2002년 MBC 《시트콤 연인들》 ... 이윤성과 이선균의 아버지 이회원 역
- 2002년 KBS 《태양인 이제마》 ... 사또 역
- 2003년 KBS 《무인시대》 ... 김자양 역
- 2003년 EBS 《역사극장》
- 2003년 KBS 《부부클리닉 사랑과 전쟁》
- 2003년 SBS 《야인시대》 ... 김규식 역
- 2003년 SBS  《올인》
- 2003년 MBC 《죽도록 사랑해》 ... 박정식 역
- 2003년 MBC 《법정드라마 실화극장 죄와 벌》 ... 판사 역
- 2003년 MBC 《대장금》
- 2004년 SBS 《장길산》
- 2004년 MBC 《영웅시대》 ... 대한일보 사장이며 전 내무부 장관 홍정호 역
- 2004년 KBS 《해신》
- 2004년 EBS 《명동백작》 ... 오영수 역
- 2005년 MBC 《제5공화국》 ... 육군 제 1군단장, 육군참모차장 황영시  역
- 2006년 MBC 《궁》 ... 당숙 역
- 2006년 KBS 《서울 1945》 ... 미나미 지로 역
- 2006년 MBC 《주몽》 ... 초기 현도군 태수 역
- 2006년 MBC 《누나》
- 2007년 KBS 《대조영》 ... 신라 문무왕 역
- 2007년 SBS 《연개소문》 ... 백제 의자왕 역
- 2007년 MBC 《향단전》
- 2008년 KBS 《최강칠우》 ... 인성군수 역
- 2009년 MBC 《돌아온 일지매》 ... 심찬규 역
- 2009년 MBC 《선덕여왕》 ... 노리부 역
- 2010년 MBC 《장난스런 키스》 ... 황 교감 역
- 2010년 MBC 《즐거운 나의 집》
- 2012년 MBC 《무신》 ... 신안공 역

### 연극
- 《어느 대장장이의 고백》
- 《지저스 지저스》
- 《킹데이빗》
- 《크레이지 포유》 : 유진 역

### 뮤지컬
- 《하드락 카페》

## 연기 외 활동

### 텔레비전 프로그램
- 2008년 CNTV 《박나림의 하늘빛향기》 - 재연극
- 2015년 MBN 《기막힌 이야기 실제상황》 - 재연극